# 香川修徳

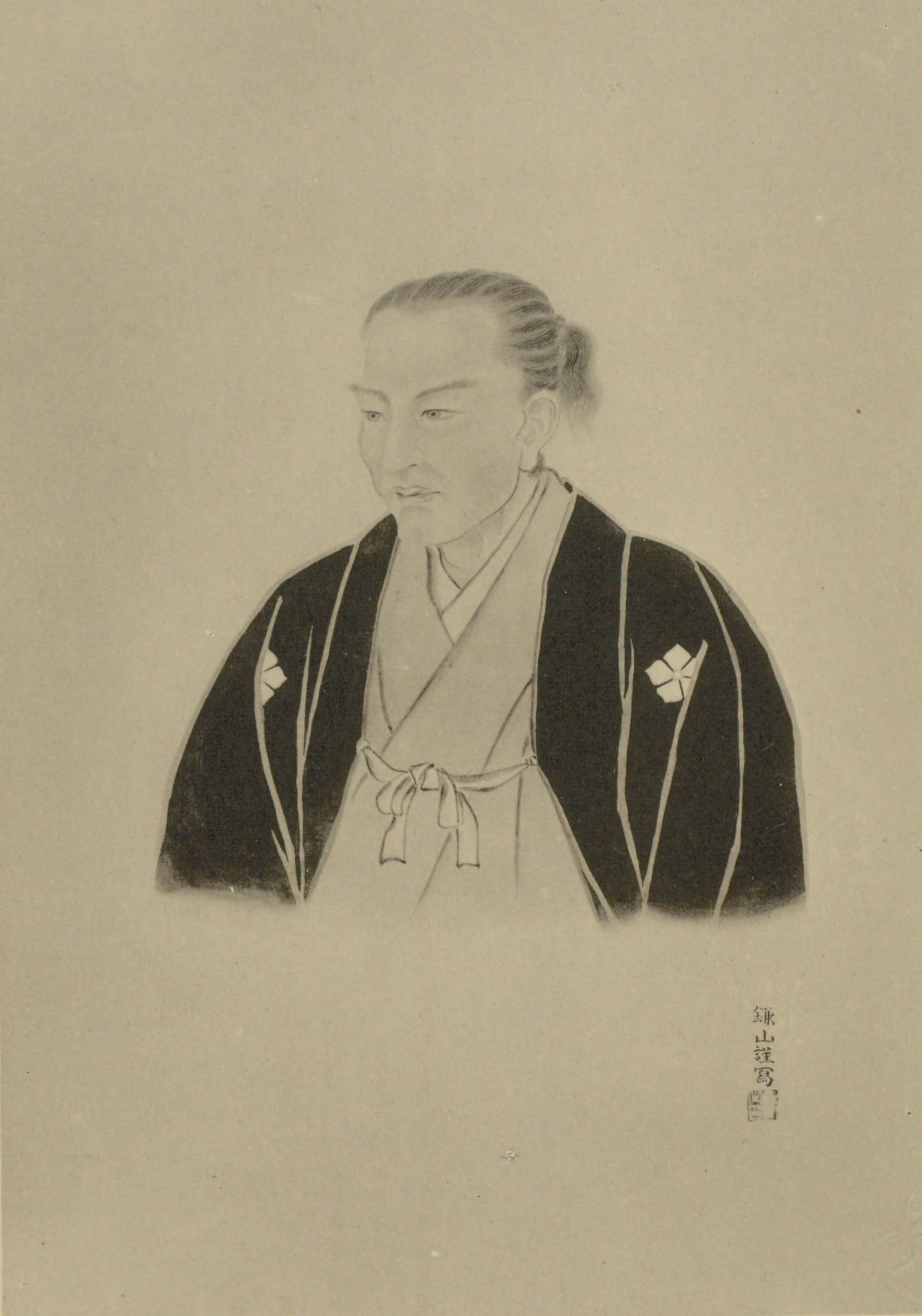
藤浪剛一『医家先哲肖像集』より香川修徳(修庵)

香川 修徳（かがわ しゅうとく）または香川 修庵（かがわ しゅうあん、天和3年7月1日〈1683年8月22日〉 - 宝暦5年2月13日〈1755年3月25日〉）は、江戸時代中期の医師（漢方医、古方派）、儒学者。字は太仲。号は修庵（しゅうあん）。通称は修徳（のぶのり）。一本堂。播磨国姫路（現兵庫県姫路市）出身。

## 生涯
18歳の時に京都に出て伊藤仁斎、後藤艮山に師事した。儒医一本論を提唱し「我より古を作る」という名言を残す。治打撲一方を創案したとされる。

## 著書
- 一本堂行余医言（いっぽんどうこうよいげん） - 全30巻に及ぶといわれる医学全書。発刊は文化4年（1807年）で香川修徳の医学書の集大成とされるが、23巻以降は未完に終わっていて、稿本や写本があるかはわからない。特に巻五の精神疾患の記述は当時としては世界最高水準と評価される[2]。ここでは

1. 驚……痙攣を主な症状とする小児の疾患
2. 癲……大きな発作を伴うてんかん
3. 驚癲……神経症圏の疾患
4. 狂……統合失調症。さらに「柔狂」と「剛狂」の2つに分類され、前者は破瓜型統合失調症、後者は緊張型統合失調症にそれぞれ相当する
5. 痴鵔……知的障害
6. 不食……摂食障害

　に分類した。
- 一本堂薬選 - 全4巻。中国歴代の本草書に記されたものの中から「親試実験」した「日用」の薬草・食物１４５品を取りまとめたものである。実用性に重点を置き、大黄、黄連、桂枝、熊胆を再評価する一方、江戸時代中期からされるようになる朝鮮人参の濫用に対する批判の嚆矢となる[4]。
- 一本堂医事説約 - 全1巻